# Лоренцо Коломбо
Лоренцо Коломбо (італ. Lorenzo Colombo; нар. 8 березня 2002, Вімеркате) — італійський футболіст, нападник «Мілана» і молодіжної збірної Італії. На правах оренди грає за «Емполі».

## Клубна кар'єра
Народився 8 березня 2002 року в місті Вімеркате. Вихованець юнацьких команд футбольних клубів 2010-2020, Carriera sportivo та Milan.
У дорослому футболі дебютував 2020 року виступами за команду «Мілан», у якій провів один сезон, взявши участь у 5 матчах чемпіонату. 
Протягом решти сезону захищав кольори клубу «Кремонезе».
Своєю грою за останню команду привернув увагу представників тренерського штабу клубу СПАЛ, до складу якого приєднався у 2021 році. Відіграв за феррарський клуб наступний сезон своєї ігрової кар'єри. Більшість часу, проведеного у складі СПАЛа, був основним гравцем атакувальної ланки команди.
До складу клубу «Лечче» приєднався 2022 року. Упродовж сезону 2022/23 був основним гравцем і відіграв за клуб з Лечче 33 матчі в національному чемпіонаті.
1 вересня 2023 року знову був відданий в оренду, цього разу до «Монци».
31 липня 2024 року вкотре не отримавши місця у стартовому складі, вирушив на правах оренди до клубу «Емполі».

## Виступи за збірні
У 2017 році дебютував у складі юнацької збірної Італії (U-15), загалом на юнацькому рівні взяв участь у 26 іграх, відзначившись 8 забитими голами.
З 2021 року залучається до складу молодіжної збірної Італії. На молодіжному рівні зіграв у 20 офіційних матчах, забив 4 голи.

## Статистика виступів

### Статистика клубних виступів
Станом на 1 вересня 2024
| Сезон             | Команда           | Чемпіонат         | Чемпіонат | Чемпіонат | Національний кубок | Національний кубок | Національний кубок | Континентальні кубки | Континентальні кубки | Континентальні кубки | Інші змагання | Інші змагання | Інші змагання | Усього | Усього | Усього |
| Сезон             | Команда           | Ліга              | Ігор      | Голів     | Ліга               | Ігор               | Голів              | Ліга                 | Ігор                 | Голів                | Ліга          | Ігор          | Голів         | Ігор   | Голів  |        |
| ----------------- | ----------------- | ----------------- | --------- | --------- | ------------------ | ------------------ | ------------------ | -------------------- | -------------------- | -------------------- | ------------- | ------------- | ------------- | ------ | ------ | ------ |
| 2019–20           | «Мілан»           | A                 | 1         | 0         | КІ                 | 1                  | 0                  | -                    | -                    | -                    | -             | -             | -             | 2      | 0      |        |
| 2020-січ. 2021    | «Мілан»           | A                 | 4         | 0         | КІ                 | 0                  | 0                  | ЛЄ                   | 5                    | 1                    | -             | -             | -             | 9      | 1      |        |
| Усього за «Мілан» | Усього за «Мілан» | Усього за «Мілан» | 5         | 0         |                    | 1                  | 0                  |                      | 5                    | 1                    |               | -             | -             | 11     | 1      |        |
| січ.-черв. 2021   | «Кремонезе»       | B                 | 13        | 1         | КІ                 | -                  | -                  | -                    | -                    | -                    | -             | -             | -             | 13     | 1      |        |
| 2021–22           | СПАЛ              | B                 | 34        | 6         | КІ                 | 1                  | 0                  | -                    | -                    | -                    | -             | -             | -             | 35     | 6      |        |
| 2022–23           | «Лечче»           | A                 | 33        | 5         | КІ                 | 1                  | 1                  | -                    | -                    | -                    | -             | -             | -             | 34     | 6      |        |
| 2023–24           | «Монца»           | A                 | 25        | 4         | КІ                 | 0                  | 0                  | -                    | -                    | -                    | -             | -             | -             | 25     | 4      |        |
| 2024–25           | «Емполі»          | A                 | 0         | 0         | КІ                 | 0                  | 0                  | -                    | -                    | -                    | -             | -             | -             | 0      | 0      |        |
| Усього за кар'єру | Усього за кар'єру | Усього за кар'єру | 110       | 16        |                    | 3                  | 1                  |                      | 5                    | 1                    |               | -             | -             | 118    | 18     |        |

### Статистика виступів за збірну
Станом на 1 вересня 2023